# 펠리스 샤크터
펠리스 샤크터(Felice Schachter, 1963년 11월 17일 ~ )는 미국의 배우, 텔레비전 배우, 영화배우, 발레 무용수이다.
퀸스에서 태어났다.

## 영화
- 바니의 소동 (1982년)